# Batalla del Medway
La batalla del río Medway fue un enfrentamiento armado sucedido en Britania en el año 43 d. C. entre el ejército romano al mando del general Aulo Plaucio y las tribus britanas al mando de Cunobelino y sus hijos Carataco y Togodumno.
Tras desembarcar e invadir el sudeste de Britania, un ejército romano de cuatro legiones con veinte mil legionarios, veinte mil auxiliares y cinco mil jinetes avanzaron hasta el río Medway, encontrando en la ribera opuesta una enorme fuerza britana, con infantería al frente y caballería atrás.
Aulo ordenó a las tropas galas (bátavos) de su flanco derecho cruzar el río y atacar por sorpresa el flanco enemigo, lo que hicieron con gran éxito. Luego ordenó a la Legio IX Hispana de su flanco izquierdo hacer lo mismo, provocando graves bajas a su enemigo, que se retiró. Tras esto los romanos cruzaron el Támesis y continuaron con la campaña.